# Pthirus
Pthirus (лат.) — род вшей, включающий два современных вида. Единственный род в семействе Pthiridae. Pthirus gorillae паразитирует на гориллах, а Pthirus pubis, известный как лобковая вошь, на человеке. Согласно молекулярным исследованиям оба вида разошлись около 3,3 миллиона лет назад.
С 1958 года используется латинское название Pthirus с pth вместо phth, хотя это и основано на ошибке при образовании от др.-греч. phthirus.